# Ródi Krátsa-Tsagaropoúlou
Ródi Krátsa-Tsagaropoúlou (en grec moderne : Ρόδη Κράτσα-Τσαγκαροπούλου, née le 15 avril 1953 à Zante) est une femme politique grecque membre de Nea Dimokratia. Elle est députée au Parlement européen dans le Groupe du Parti populaire européen et des démocrates européens (PPE-DE, puis PPE) depuis 2004, réélue en 2009.